# Toyota Passo
Der Toyota Passo ist ein Kleinwagen des japanischen Automobilherstellers Toyota, das auf dem Daihatsu Boon basiert. Die erste Generation des nach gemeinsamer jahrelanger Entwicklung mit Daihatsu entwickelten Kleinwagenmodells wurde in Europa noch als  Daihatsu Sirion II angeboten.

## Toyota Passo (2004–2010)
Mit der Einführung des Passo versuchte Toyota gezielt die weibliche Kundschaft anzusprechen. Bereits kurz nach Beginn der Serienproduktion zeigten sich die ersten technischen Mängel, sodass viele verwendete Fahrzeugteile gegen neue ausgetauscht werden mussten. Das Daihatsu-Schwestermodell hingegen hatte bis dato keine Mängel zu verzeichnen. Als die Mängel dann immer mehr wurden, entschloss sich Toyota, Motoren aus dem Hause Daihatsu einzusetzen. Zum Einsatz kamen so 3-Zylinder-Motoren des Typs 1KR-FE-Typ mit einem Hubraum von 996 cm³ und Leistungen von 50 kW bzw. 53 kW (67 PS bzw. 71 PS) je bei 6000/min und einem Drehmoment von 90 Nm bei 4800/min bzw. 94 Nm bei 3600/min. Für Modellversion mit höheren Ansprüchen wählte Toyota den 4-Zylinder-Motor des Types K3-VE mit einem Hubraum von 1297 cm³ und einer Leistung von 68 kW (92 PS) sowie einem Drehmoment von 123 Nm bei 4400/min.
Erhältlich war der Passo in den Versionen STD und Racy lediglich mit einer 4-Stufen-Automatik. Beim Spitzenmodell TRD Sport M hingegen gab es die Wahl zwischen einem 5-Gang-Schaltgetriebe und einem 5-Stufen-Automatikgetriebe. Mit der Zeit etablierte Toyota auch noch weitere Modellversionen. So erschien am 27. April 2005 das Modell X, welches lediglich mit schwarzem Lederinterieur erhältlich war und sogar ab Werk mit einer Nitrious-Express-Lachgaseinspritzung ausgestattet war. Der X HID Limited hatte zusätzlich noch einen Autogastank und verdunkelte Scheinwerfer und Heckleuchten. Am 5. Juni 2006 wurden die beiden Sondermodelle dann durch die X Advanced Edition ersetzt. Währenddessen traten nun erneut bei einigen Fahrzeugen vermehrt technische Mängel auf, sodass viele Einheiten am 25. Dezember in die Werkstätten zurückbeordert wurden, um die Triebwerksaufhängungen zu überprüfen und gegebenenfalls zu ersetzen.

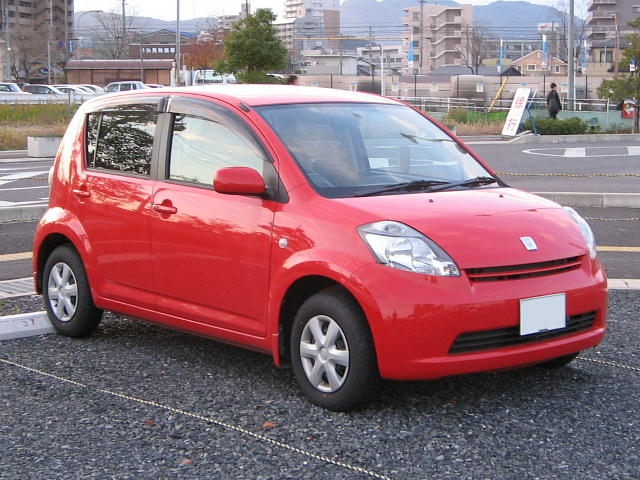
Vorfacelift (2004–2006)
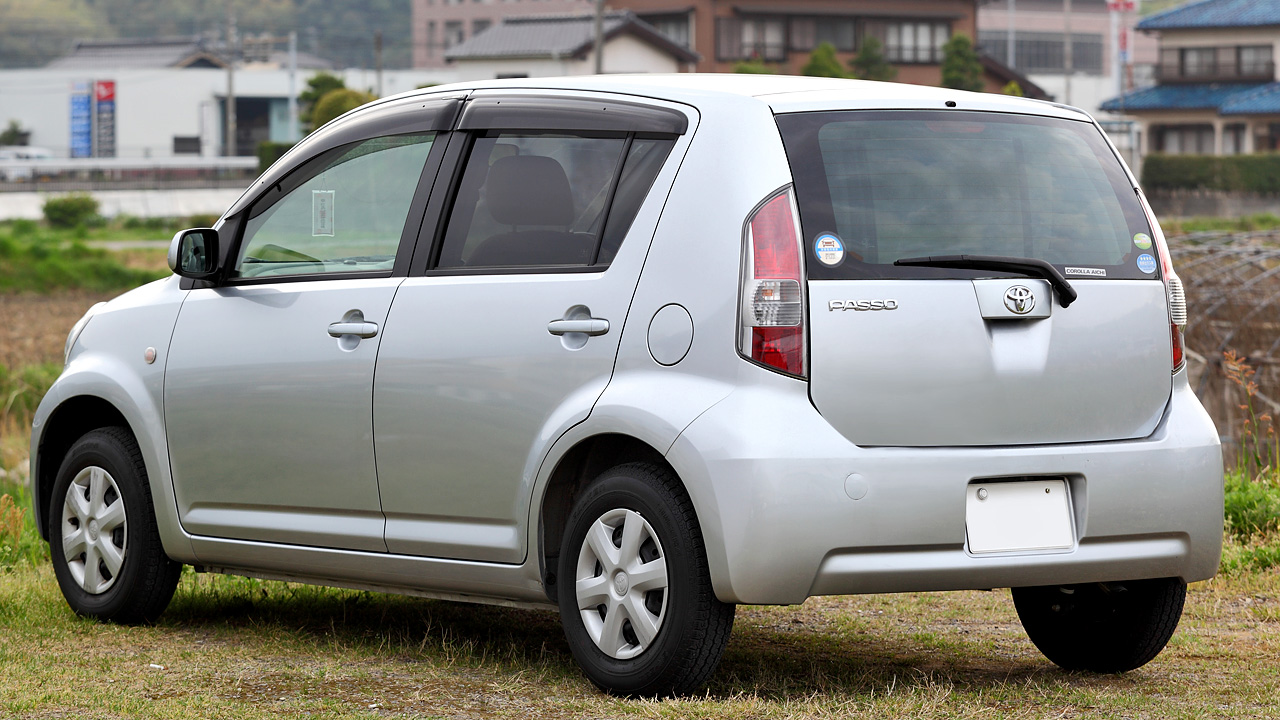
Vorfacelift (2004–2006)
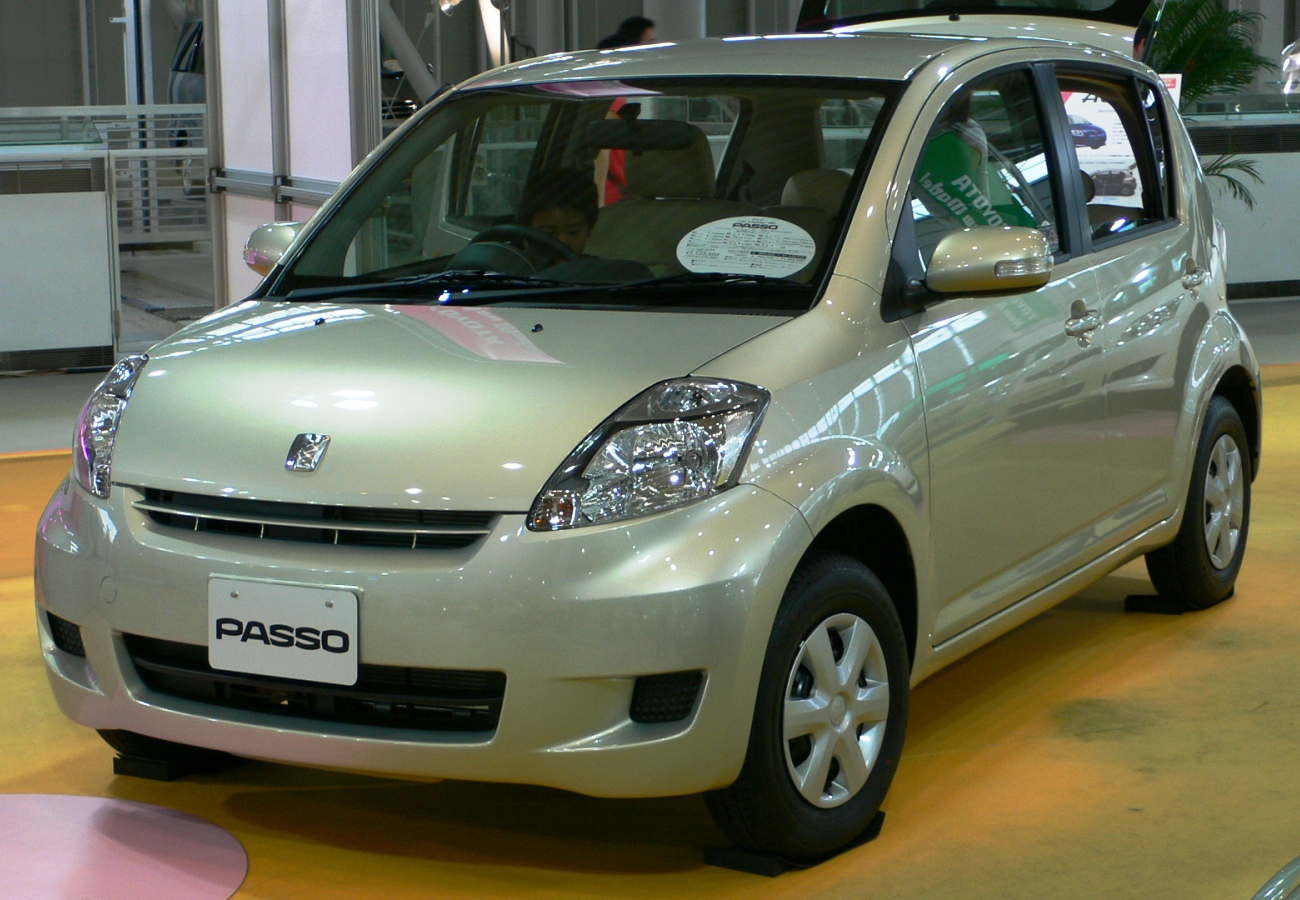
2007–2010
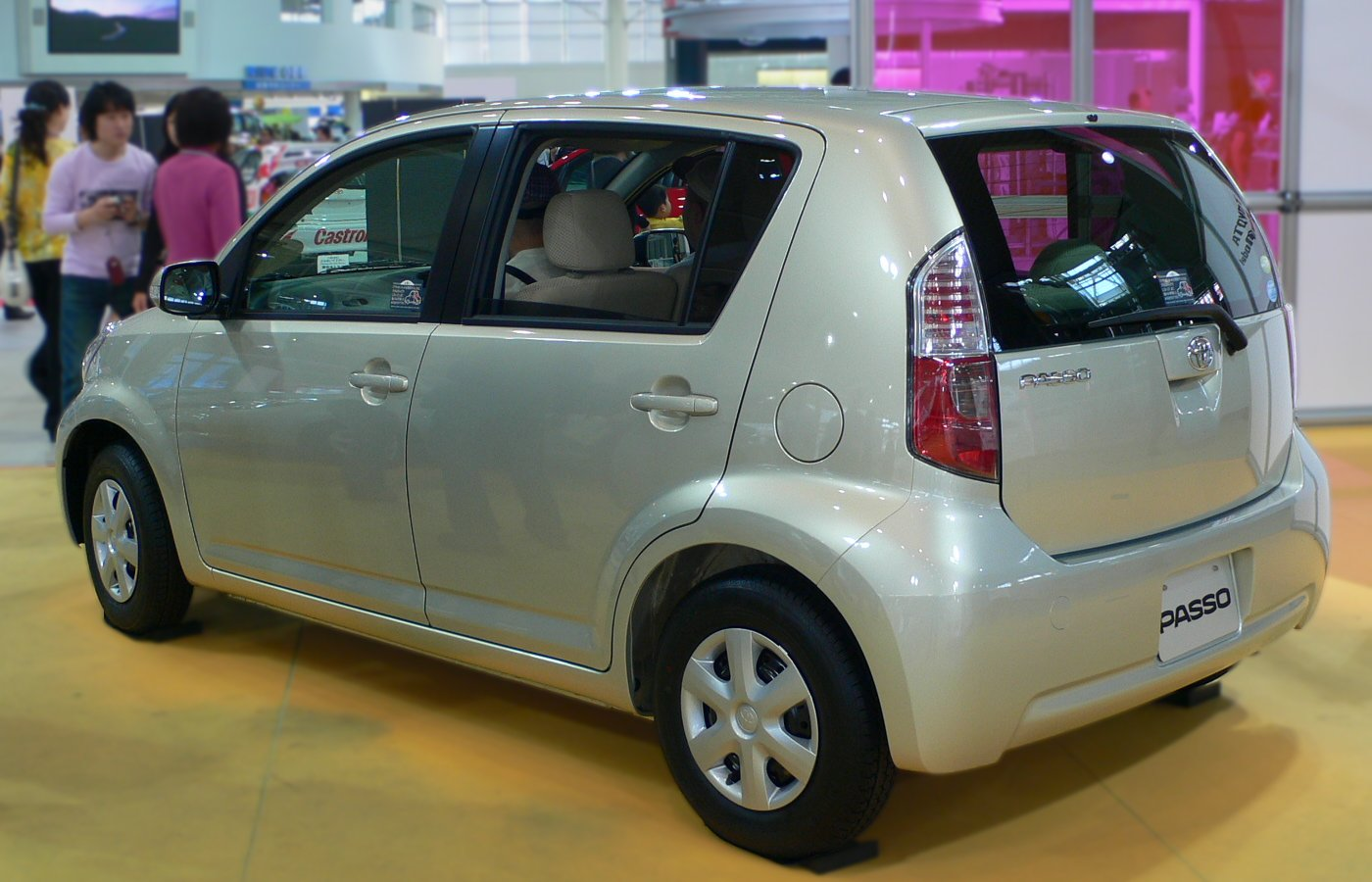
2007–2010
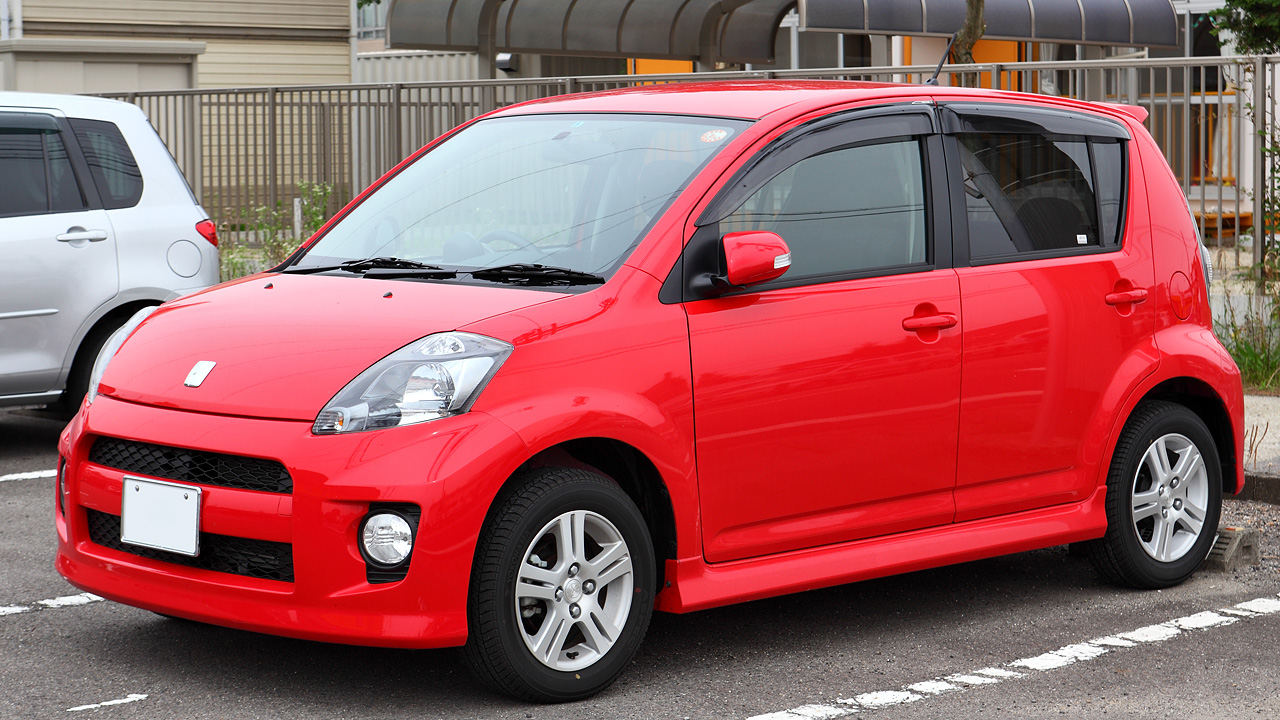
Toyota Passo Racy
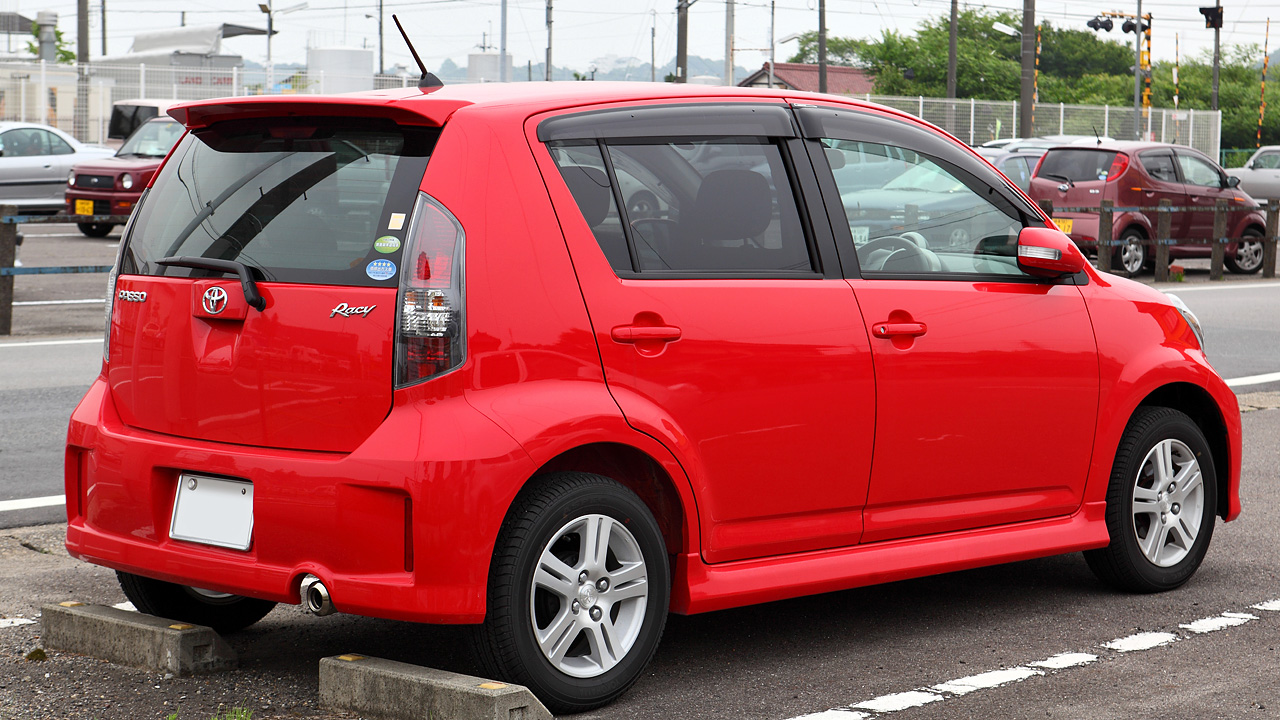
Toyota Passo Racy
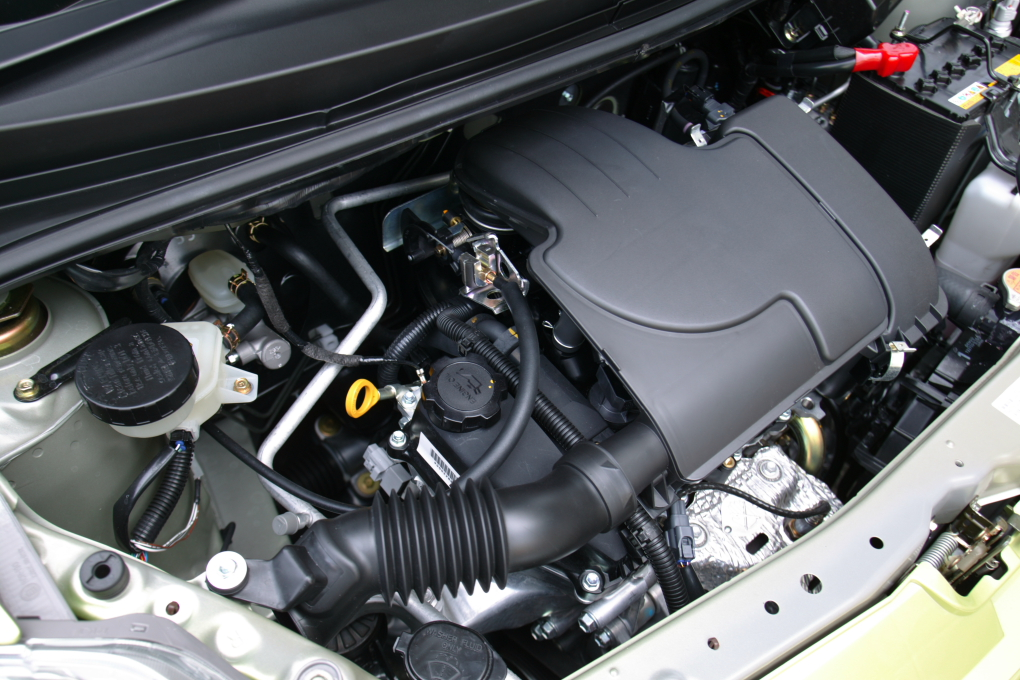
Daihatsu 1KR-FE mit 989 cm³ und 71 PS
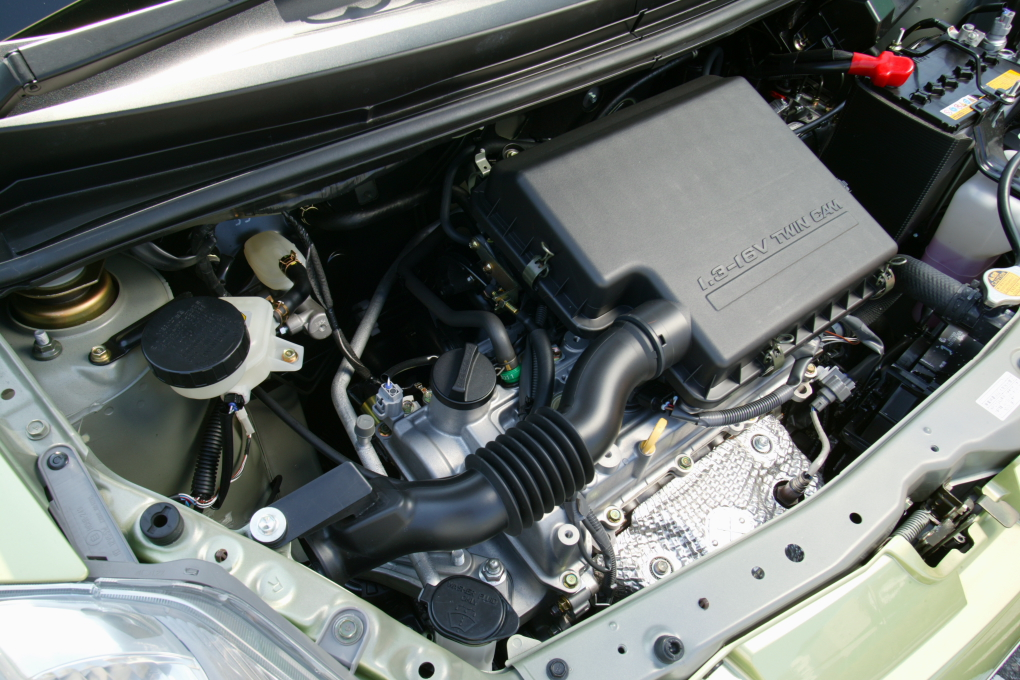
Daihatsu K3-VE mit 1297 cm³ und 92 PS

## Toyota Passo II (2010–2016)
Zwischen 2010 und 2016 wurde der Passo II gebaut. Wiederum ist es ein Modell, das auf dem Daihatsu Boon basiert. Ebenso wie dieser wird das Modell nur in Asien angeboten.

## Toyota Passo III (2016–2023)
Am 12. April 2016 wurde die dritte Generation des Passo in Japan vorgestellt. Auch sie basiert wieder auf dem Daihatsu Boon. Ebenso wie dieser wurde das Modell nur in Asien angeboten. Für sie war nur noch der Einliter-Ottomotor mit 51 kW (69 PS) erhältlich.